# Aulopareia unicolor
Aulopareia unicolor är en fiskart som först beskrevs av Valenciennes, 1837.  Aulopareia unicolor ingår i släktet Aulopareia och familjen smörbultsfiskar. Inga underarter finns listade.